# Palmeta
Palmeta je motiv v dekorativni umetnosti, ki v svoji najbolj značilni obliki spominja na pahljačasti list palme. Ima dolgo zgodovino, izvira iz starega Egipta, razvijala se je skozi umetnost večine Evrazije, pogosta je v oblikah, ki sorazmerno malo spominjajo na izvirnik. V antični Grčiji in starem Rimu so jo uporabljali kot antemion (iz grškega ανθέμιον, 'cvet'). Najdemo jo v večini umetniških medijev, vendar predvsem kot arhitekturni okras ali izrezljane ali poslikane in pobarvane na keramiki. Je zelo pogosta sestavina frizov ali robov. Celovit razvoj palmete je opisal Alois Riegl v knjigi Stilfragen leta 1893.

## Opis
Bistvo palmete je simetrično širjenje skupine 'listov', ki se širijo navzven iz iste točke, preden se je končajo z zaokroženo ali precej topo konico. Osrednji list je večji od drugih. Število listov je spremenljivo, vendar jih je običajno med pet in petnajst.
V ponovljeni obliki meje je običajno navedena kot antemion palmovih listov, ki so bolj podobni listom cveta, kot da bi bili namenjeni privabljanju žuželk. Nekateri primerjajo obliko odprti roki hamsa , pojasnjujejo s podobnostjo in izpeljavo "palmove" roke.
Pri nekaterih oblikah motivov volut ali zvitkov spominjajo na par oči kot so na tibetanskih ali nepalskih stupah  ter oči in sončni disk na kroni egipčanske stele.
Včasih je značilna bolj polno razvita podoba postala opazna v palmeti sami, medtem ko se pri nekaterih arhitekturnih oblikah uporaba na čelu pilastra spremeni v moški ali ženski obraz, voluta pa se zdi, kot da so prsi. Skupno za vse te oblike je par volut na bazi, ki opredeljuje značilnosti palmete.

## Razvoj
Domnevajo, da palmete izvirajo iz starega Egipta 2500 let pred našim štetjem  in so vplivale na grško umetnost. Egipčanske palmete (grško anthemion) so prvotno temeljile na značilnostih različnih rož, vključno s papirusom, lotosom ali lilijo, ki predstavljajo Spodnji in Zgornji Egipt ter njihova rodovitna polja, nato je postala povezana s palmo. Od nekdaj je bila močna povezava s soncem in avreóla  je verjetna zgodnja oblika.
Med najstarejšimi oblikami palmete v starem Egiptu je bila "rozeta" ali lotosov cvet,  ki je izhajal iz lista 'V' ali cvetnih listov, podobno hieroglifu  "akhet", ki prikazuje vzhajajoče sonce na točki, na kateri se dotakne dveh gora na obzorju – "umiranje", "ponovno rojstvo" in daje življenje na zemlji. Druga oblika se je očitno razvila iz te in je v celoti razvita palmeta , podobno najdemo v antični Grčiji.
Tretja različica sestoji iz šopa cvetov lotosa ali papirusa na visokih steblih s povešenim brstom ali cvetom na obeh straneh, ki raste iz močvirja. Lotos in papirus se pojavljata v povezavi s Hapijem, bogom, ki daje življenje z letnimi poplavami Nila. Ta podoba se pojavi na temelju prestola več kraljev, ki so ohranjali združitev obeh dežel (Zgornjega in Spodnjega Egipta) in tako premagovali sile prenove. Ti "zavezujoči" prizori in heliotropske močvirske rastline, ki se pojavljajo v njih, izzivajo pronicljivost in razkrivajo temeljno skladnost, izvor vseh očitnih oblik, da se ponovno povežejo razpršeni in navidezno ločeni drobci vsakdanje izkušnje.
Različica tega motiva je tudi lotosov svet med dvema pokončnima brstoma, najljubša dišeča daritev. Bog dišav, Nefertem, ki je zastopal tak lotos, je prikazan, kako nosi lotos kot krono.
Večina zgodnjih egiptovskih oblik motivov se pozneje pojavi na Kreti, v Mezopotamiji, Asiriji in starodavni Perziji, vključno z lotosom in brsti.  V obliki palmete, ki se pojavi najpogosteje na grški keramiki, so pogosto posejani s prizori junaštva, ki je enak motivu v obliki listov ali lotosovega brsta. Zunanja linija se je razvila iz izmeničnega friza s stiliziranimi lotosi in palmetami. Taka oblika je bila pogosta od renesančnega kiparstva do baročne fontane – v notranjosti pol lupine pokrovače, v kateri so palmovi listi postali pahljača lupine.

## Klasična arhitektura
Kot okrasni motiv najdemo v klasični arhitekturi palmete in antemion v veliko različnih oblikah. Zgornji del motiva je sestavljen iz pet ali več listov ali cvetnih listov, postavljenih ritmično navzgor iz ene same trikotne ali rombaste oblike baze. V nekaterih primerih plodovi spominjajo na palmove, ki visijo navzdol na obeh straneh nad bazo in pod najnižjimi listi. Spodnji del je sestavljen iz simetričnega para elegantnih spiral ali volut, zavihanih navzven in navzdol od dna listov. Zgornji del opozarja na rast listov in cvetov, medtem ko volute spodnjega dela nakazujejo na rodovitno energijo in so posledica sadov. Pogosto so prisotne na kapitelih jonskih stebrov. V kapitelih korintskih stebrov je treba cvetlično obliko ali fleuron namestiti proti abakusu (plošča na vrhu) kapitela in navzven iz para volut, ki v nekaterih različicah pozna volute in akantov okras kapitela.
V klasični arhitekturi je imel motiv posebno uporabo, na primer:
1. sprednji del antefiksa,
2. akroterij (okras na slemenu strehe, nad čeli antičnih templjev ali sarkofagov),
3. zgornji del stele ali navpičnih nagrobnikov,
4. vrata jonskega stebra iz Erehtejona in nadaljevanje kot dekorativni friz na stenah in
5. gejzon ali venčna sima.

## Različice in z njimi povezani motivi
Palmeta je povezana z vrsto motivov različnih kultur in obdobij. V starem Egiptu so bili motivi palmete kot oblika cveta ali kot stilizirano drevo, pogosto imenovano drevo življenja. Drugi primeri iz starega Egipta so lotosov cvet in brst, krilati disk s parom kač Ureus, oko Horusa in spominske stele. V poznejših asirskih različicah so drevo življenja, pernata krila sokola, egiptovski krilati disk postali povezani s palmovimi listi. Podobne lotosovemu cvetu in brstu, ki so tesno povezane s palmetami in rozetami, so se pojavile tudi v Mezopotamiji. Zdi se, da so enakovredno zastopana rogata bitja, krila krilatih bitij, vključno z angeli, grifoni in sfingami na volutah v palmetah.
Podoba Nike, krilate boginje zmage, na atiški vazi iz 6. stoletja pred našim štetjem kaže, kako daruje žrtev na volutiranem oltarju in ogenj, krila boginje in praznovanje zmage, vse te oblike namigujejo na komponente motiva palmete.
Podobne oblike so našli v lebdečem krilatem disku in svetih drevesih Mezopotamije, v Hermesovem kerikeju, vseprisotni školjki pokrovači na vrhu renesančne kiparske niše z izvorom iz grškega in rimskega sarkofaga, nad gledališkimi proskeniji in nad vrati, okni, kovanimi vrati in balkoni palač in velikih hiš; školjkah kot nadsvetlobi nad vrati v gruzijski in podobni mestni arhitekturi, v motivih 'gul' in 'boteh' srednjeazijskih preprog in tekstila, trizobu Neptuna/Pozejdona, tridentu in lingamu Šive, lotosova oblika 'bai sema' označuje tajske notranje templje, gora Višnu, Garuda, vajra strele, diamantno žezlo ali razsvetljenje Om mani padme hum v Tibetu in jugovzhodni Aziji ali gliva dolgoživosti kitajske tradicije. Tako kot se oblika lotosa dviga iz močvirja na dotik sonca in kot (palmova) drevesa, ki segajo od zemlje do nebes, palmete nosijo značilnosti aksis mundi. heraldično lilijo, ki je postala močan in skrivnosten simbol božanske pravice kraljev, naj bi podelil zgodnjim francoskim kraljem angel in se je razvila v Egiptu in Mezopotamiji kot različica palmete.
Podobno, od zgodnjega 13. stoletja do 1806, je bila božanska pravica svetega rimskega cesarja podeljena s cesarskimi insignijami, ki so predstavljene na plašču kronanja – dvojni levi (spominja na par levov iz 'akheta'), palma v obliki  drevesa življenja z dvema obeskoma grozdja.
Menijo, da sta simbola Irminsul, sveti steber Sasov, in nordijski Yggdrasil druga različica drevesa sveta po svoji obliki palmeta pod galsko-rimskim vplivom.
Celo vsakdanji vrtna vrata po vseh zahodnih predmestjih imajo na vrhu skoraj enak par okraja, ki izhaja iz motivov, povezanih z "akhetom" in palmeto, vključno povezava s krilatim  diskom in parom oči. Tudi na pokopališču imajo vrata grobnic in nagrobnikov motiv v različnih oblikah.
Antemion je tudi v Grčiji na vseh grških evrskih kovancih, namenjenih za obtok, pa tudi na zbirateljskih.